# Rain Rain Go Away
 (mai 2025).
Rain Rain Go Away est une comptine populaire en anglais. Il a un numéro Roud Folk Song Index de 19096.

## Paroles
Rain, rain, go away,

Come again another day.